# オパヤン
オパヤン（本名：林 龍雄（はやし たつお））は関西の放送作家である。主に、なんばグランド花月公演の吉本新喜劇の作家として活動している。現在はルミネtheよしもと新喜劇など東京で活躍している。元妻は、元宝塚歌劇団ならびに元吉本新喜劇所属で、現在堺少女歌劇団クリエイティブプロデューサー）の女優・仙堂花歩。

## 人物
大阪NSC(吉本総合芸能学院)13期。同期には 次長課長、ブラックマヨネーズ、徳井義実（チュートリアル）、野性爆弾、増田裕之（ルート33）、騎兵隊、くわばたりえ（クワバタオハラ）、藤井ペイジ（飛石連休）、溝上洋次・福田善和・安富郁矢（超新塾）がいる。
卒業後、芸人としてデビューするも、挫折。数々の関西のお笑い番組を手掛けた後、テレビの仕事をセーブし、吉本新喜劇の作家として活動。若手実力派作家として、古いしきたりの残る新喜劇に、新しい風を吹き込んでいた。2009年より活動拠点を東京に移し、全国ネットのテレビ番組の構成、ルミネや神保町花月での新喜劇・芝居及びネット配信番組であるニコラジ（火曜日担当）の脚本も書いている。テレビのエンドロールにおいて、本名の「林龍雄」を使用している時もある。

## おもな担当

### テレビ

#### 関東
- NHK：ドラマ中学生日記「トナカイの歌」脚本執筆
- NHK：ドラマ中学生日記「セメント兄弟」脚本執筆
- NHK：芸人先生
- フジテレビ：「ホームレス中学生」漫才部分執筆
- 日本テレビ「ウチのガヤがすみません」
- 日本テレビ：「ものまねグランプリ」
- 日本テレビ：「1番ソングSHOW」
- 日本テレビ：「ガキの使いやあらへんで!!大晦日年越しSP!!絶対に笑ってはいけない　熱血教師24時!」
- テレビ東京：「ありえへん∞世界」
- NHK：「スクール Live Show」
- 朝日放送：「熱血!人情派コメディ しゃかりき駐在さん」
- NHK：「おかあさんといっしょ」
- 読売テレビ：「ワケあり!レッドゾーン」

#### 関西
- 毎日放送：「よしもと新喜劇」脚本執筆
- 毎日放送：「オールザッツ漫才」
- 毎日放送：「マジっすか!?」
- 毎日放送：「極楽エキスプレス～愛のネハーランド〜」
- 毎日放送：「新base喜劇」
- 朝日放送：「極限バトル」
- 朝日放送：「シャンプー劇場」
- 朝日放送：「スピルバーガー」
- 朝日放送：「１、2、3駐在さんだ〜！」
- 朝日放送：「よろず刑事」脚本執筆
- 朝日放送：「横町へよ～こちょ」脚本執筆
- 朝日放送：「寛平祭り『甘えん坊刑事人情派』」脚本執筆
- 関西テレビ：「サタうま」
- 関西テレビ：「芸人ラブ本」
- テレビ大阪：「妖怪ブッサイくん」
- テレビ大阪：「イタダキ娘」

#### 地方局
- TVQ九州放送：「ぐっさんの感動偉人伝」

### ラジオ
- 朝日放送：「魁!ランディーズ」
- 毎日放送：「陣内・ケンコバ45ラジオ」
- 毎日放送：「ゴーゴーモンキーズ」
- ヨシモトchatter*box!エフエムちゅうおうYES-fm

### 映画
- 吉本100本映画：「ゆびみず」脚本執筆
- 吉本100本映画：「DOORS」脚本執筆

### 舞台
- 神保町花月お芝居：「4、5階の狂気」脚本執筆
- 神保町花月お芝居：「頭蓋骨を抱きしめて」脚本執筆
- 神保町花月お芝居：「Lady in the box」脚本執筆
- 神保町花月お芝居：「限りなく灰色に近い光」脚本執筆

### ネット配信
- ニコニコ動画（ニコニコ生放送）：「ニコラジ火曜日」担当